# Historia del paisaje
Historia del paisaje es un campo de estudio enfocado a la forma en que los grupos humanos han cambiado la apariencia física del medio ambiente (paisaje), tanto en el pasado como en el presente. En ocasiones se identifica con la arqueología del paisaje. Utiliza datos y métodos de otras disciplinas, como la arqueología, la arquitectura, la ecología, la fotografía aérea, la historia local y la geografía histórica.

## Origen, desarrollo e institucionalización
Alcanzó consideración académica particularmente en el Reino Unido, a partir de 1955, con la publicación de la obra de W. G. Hoskins The Making of the English Landscape, aunque los aspectos esenciales habían sido identificados con anterioridad por otros autores, como los ejemplos de caracterización regional de los paisajes por Darby (1954).
Siguiendo a Hoskins, la historia del paisaje se expandió en varias direcciones. Se publicaron historias del paisaje de un buen número de condados ingleses. Otros autores han estudiado el paisaje de periodos antiguos. Una rama particularmente productiva ha sido el estudio de elementos específicos del paisaje, como campos, poblaciones, etc. La repercusión de la gestión forestal en el paisaje ha sido extensivamente extudiada por Oliver Rackham.
La Society for Landscape Studies publica una revista especializada en esta área de estudio, titulada Landscape History.
Algunas universidades tienen un departamento de historia del paisaje, aunque más comúnmente se incluye el área en los departamentos de arqueología, historia, historia local o educación permanente. Por ejemplo, Nick Higham ejerce en la Universidad de Mánchester como Professor in Early Medieval and Landscape History en la facultad de Historia. Los cursos de historia del paisaje suelen ser de posgrado o extra mural. Buena parte de los trabajos se llevan a cabo por amateurs, aunque bajo la supervisión de profesionales.